# Internationaler Nürnberger Menschenrechtspreis
Der Internationale Nürnberger Menschenrechtspreis ist ein deutscher Menschenrechtspreis, der seit 1995 in Nürnberg verliehen wird.
Verliehen wird der Preis an internationale Persönlichkeiten in Anerkennung ihres Einsatzes für die Menschenrechte. Insbesondere werden Staatsangehörige von Ländern ausgezeichnet, in denen politisch aktive Menschenrechtler gefährdet sind und mit Verfolgungen und Repressalien zu rechnen haben. Der Preis wird alle zwei Jahre an Einzelpersonen oder Gruppen verliehen und ist mit 25.000 Euro dotiert.
Die bisherige Vergabe der Preise hat international bewirkt, dass aktive Menschenrechtler in der Öffentlichkeit stärker beachtet werden und weniger durch Verfolgung gefährdet sind.

## Entstehung

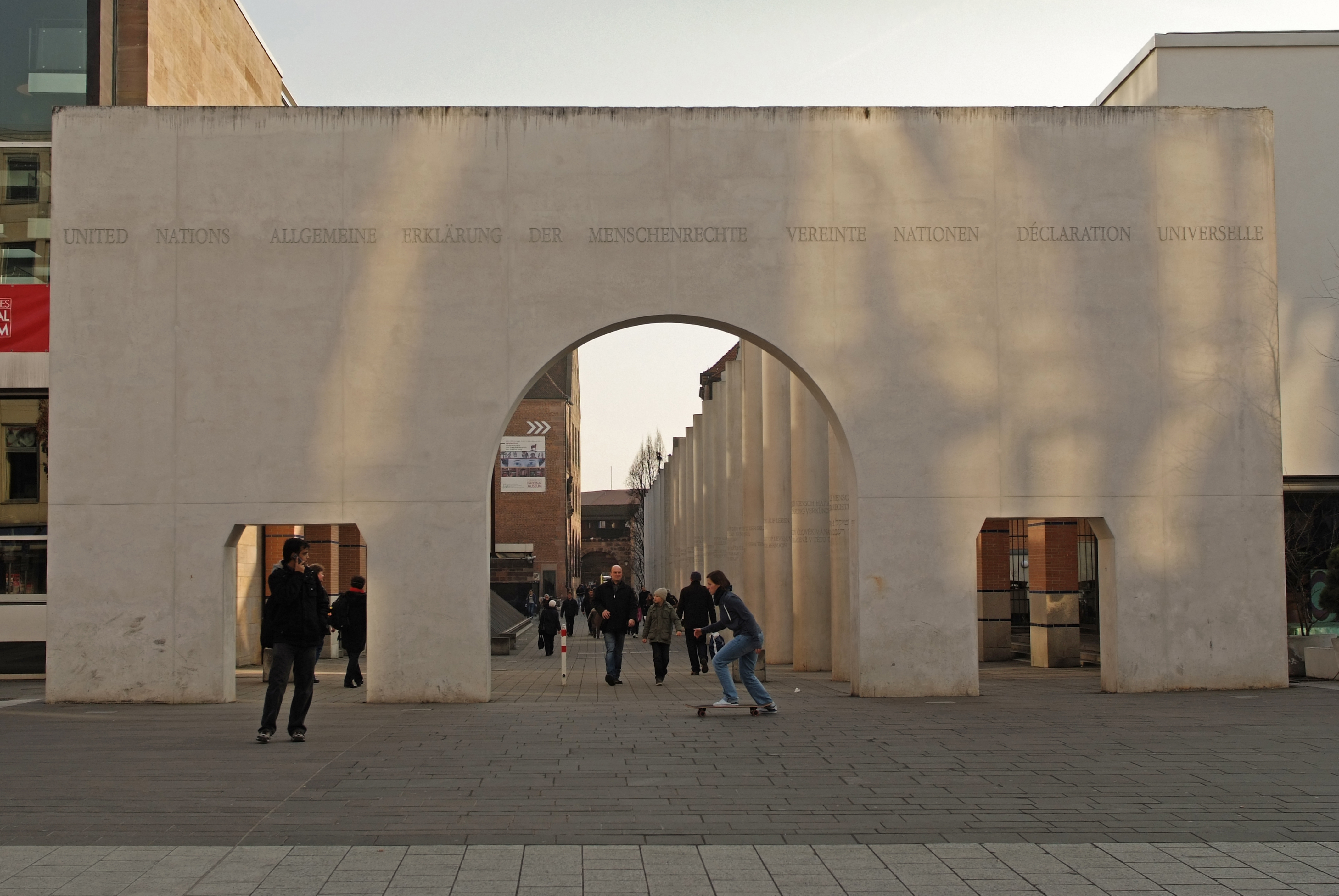
Eingangstor zur Straße der Menschenrechte, das optisch Vorbild für die Gestaltung des Preises war (Foto aus Nordrichtung, vom Kornmarkt)

Die Initiative zur Verleihung eines Menschenrechtspreises seitens der Stadt Nürnberg entstand im Jahr 1993. Anlass hierfür war der Bau und die Eröffnung der Straße der Menschenrechte, einer Installation des israelischen Künstlers Dani Karavan. Der damalige Nürnberger Oberbürgermeister Peter Schönlein stellte die Idee im Rahmen einer Rede im Sommer desselben Jahres der Öffentlichkeit vor und erntete dafür sehr viel Zustimmung.
Am 17. September 1995 wurde der Preis zum ersten Mal verliehen. Dieser bewusst so gewählte Termin sollte an historische Ereignisse erinnern: Genau 60 Jahre zuvor wurden in Nürnberg die nationalsozialistischen Rassengesetze verabschiedet und rund 50 Jahre vorher endete der Zweite Weltkrieg. Der Preis sei eine Antwort der Stadt Nürnberg auf die staatlich verordneten Menschenrechtsverbrechen jener Jahre und solle aller Welt ein Symbol dafür sein, dass von Nürnberg niemals mehr andere Signale ausgehen dürfen als solche des Friedens, der Versöhnung, der Verständigung und der Achtung der Menschenrechte.

## Preisträger
Die Preisträger der bisherigen 16 Verleihungen kamen aus 17 verschiedenen Ländern, wobei zweimal (1997, 2003) zwei Personen ausgezeichnet wurden. Sechs Preise gingen an Frauen, zehn an Männer, zwei (2017, 2025) an eine Gruppe.
| Jahr | Name                                     | Land                |
| ---- | ---------------------------------------- | ------------------- |
| 1995 | Sergei Kowaljow                          | Russland            |
| 1997 | Khémaïs Chammari                         | Tunesien            |
| 1997 | Abie Nathan                              | Israel              |
| 1999 | Fatimata M’Baye                          | Mauretanien         |
| 2001 | Samuel Ruiz García                       | Mexiko              |
| 2003 | Teesta Setalvad                          | Indien              |
| 2003 | Ibn Abdur Rehman                         | Pakistan            |
| 2005 | Tamara Chikunova                         | Usbekistan          |
| 2007 | Eugénie Musayidire                       | Ruanda              |
| 2009 | Abdolfattah Soltani                      | Iran                |
| 2011 | Hollman Morris                           | Kolumbien           |
| 2013 | Kasha Jacqueline Nabagesera              | Uganda              |
| 2015 | Amirul Haque Amin                        | Bangladesch         |
| 2017 | Gruppe Caesar                            | Syrien              |
| 2019 | Rodrigo Mundaca                          | Chile               |
| 2021 | Sayragul Sauytbay                        | Volksrepublik China |
| 2023 | Malcolm Bidali                           | Kenia               |
| 2025 | The Parents Circle-Families Forum (PCFF) | Israel Palästina    |

## Jury
Die Jury für die Festlegung der Preisträger hat mittlerweile ein hohes Ansehen durch die Auswahl der Kandidaten errungen. Im Laufe der Zeit wurden die Vereinten Nationen, die UNESCO und namhafte Nichtregierungsorganisationen auf den Preis aufmerksam und haben somit dem Preis eine große Gewichtung beigemessen. Vorsitzender der Jury ist qua Amt der Oberbürgermeister der Stadt Nürnberg.

### Aktuelle Jury
| Bild | Name                 | Land        | Funktion | Mitglied seit |
| ---- | -------------------- | ----------- | --- | ------------- |
|      | Gladys Acosta Vargas | Peru        | Expertin im UN-Ausschuss für die Beseitigung der Diskriminierung der Frau (CEDAW) ehem. Repräsentantin für UNICEF in Lateinamerika                                                                     | 2021          |
|      | Jean Ahn             | Südkorea    | Professorin an der Law School, Chonnam National University Vorsitzende des Citizen Human Rights Promotion Committee, City of Gwangju                                                                   | 2021          |
|      | Iris Berben          | Deutschland | Schauspielerin ehem. Präsidentin der Deutschen Filmakademie Botschafterin für den Raum der Namen im Denkmal für die ermordeten Juden Europas Trägerin des Bundesverdienstkreuzes 1. Klasse             | 2019          |
|      | Anne Brasseur        | Luxemburg   | Politikerin Präsidentin der Parlamentarischen Versammlung des Europarats Botschafterin des Europarats des Non Hate Speech Movements Mitglied der Chambre des Députés in Luxemburg                      | 2012          |
|      | Hilal Elver          | Türkei      | UN-Sonderberichterstatterin für das Recht auf Nahrung ehem. Dozentin an der Universität Ankara Mitglied des Forums von Intellektuellen für die am wenigsten entwickelten Länder der Vereinten Nationen | 2016          |
|      | Noa Karavan-Cohen    | Israel      | Mitarbeiterin ihres Vaters Dani Karavan (1930–2021), dem Schöpfer der Straße der Menschenrechte in Nürnberg (1993)                                                                                     | 2021          |
|      | Morten Kjærum        | Dänemark    | Direktor Raoul Wallenberg Institute of Human Rights and Humanitarian Law der Universität Lund, ehemaliger Direktor der Agentur der Europäischen Union für Grundrechte (2008–2015)                      | 2021          |
|      | Kagwiria Mbogori     | Kenia       | Juristin; Expertin im internationalen Menschenrechtsschutzsystem Vorsitzende der Nationalen Menschenrechtskommission in Kenia                                                                          | 2016          |
|      | Marcus König         | Deutschland | Oberbürgermeister der Stadt Nürnberg | 2020          |

### Ehemalige Jurymitglieder
| Name                    | Land        | Zeitraum  |
| ----------------------- | ----------- | --------- |
| Irina Bokowa            | Bulgarien   | 2008–2016 |
| Theo van Boven          | Niederlande | 1995–2016 |
| Shirin Ebadi            | Iran        | 2004–2020 |
| Gareth Evans            | Australien  | 2008–2020 |
| Rajmohan Gandhi         | Indien      | 2000–2012 |
| Maurice Glèlè-Ahanhanzo | Benin       | 2000–2020 |
| Václav Havel            | Tschechien  | 1995–2000 |
| Roman Herzog            | Deutschland | 2000–2008 |
| Daniel Jacoby           | Frankreich  | 2004–2016 |
| Asma Jahangir           | Pakistan    | 1995–2008 |
| Hina Jilali             | Pakistan    | 2012–2020 |
| Dani Karavan            | Israel      | 1995–2020 |
| Ulrich Maly             | Deutschland | 2002–2020 |
| Koïchiro Matsuura       | Japan       | 2000–2008 |
| Federico Mayor          | Spanien     | 1995–2000 |
| José Míguez Bonino      | Argentinien | 1995–2004 |
| Adolfo Pérez Esquivel   | Argentinien | 2004–2016 |
| Sonia Picado            | Costa Rica  | 2008–2020 |
| Ludwig Scholz           | Deutschland | 1996–2002 |
| Peter Schönlein         | Deutschland | 1995–1996 |
| Richard von Weizsäcker  | Deutschland | 1995–2000 |

## Geschichte

### Preisverleihung 1995

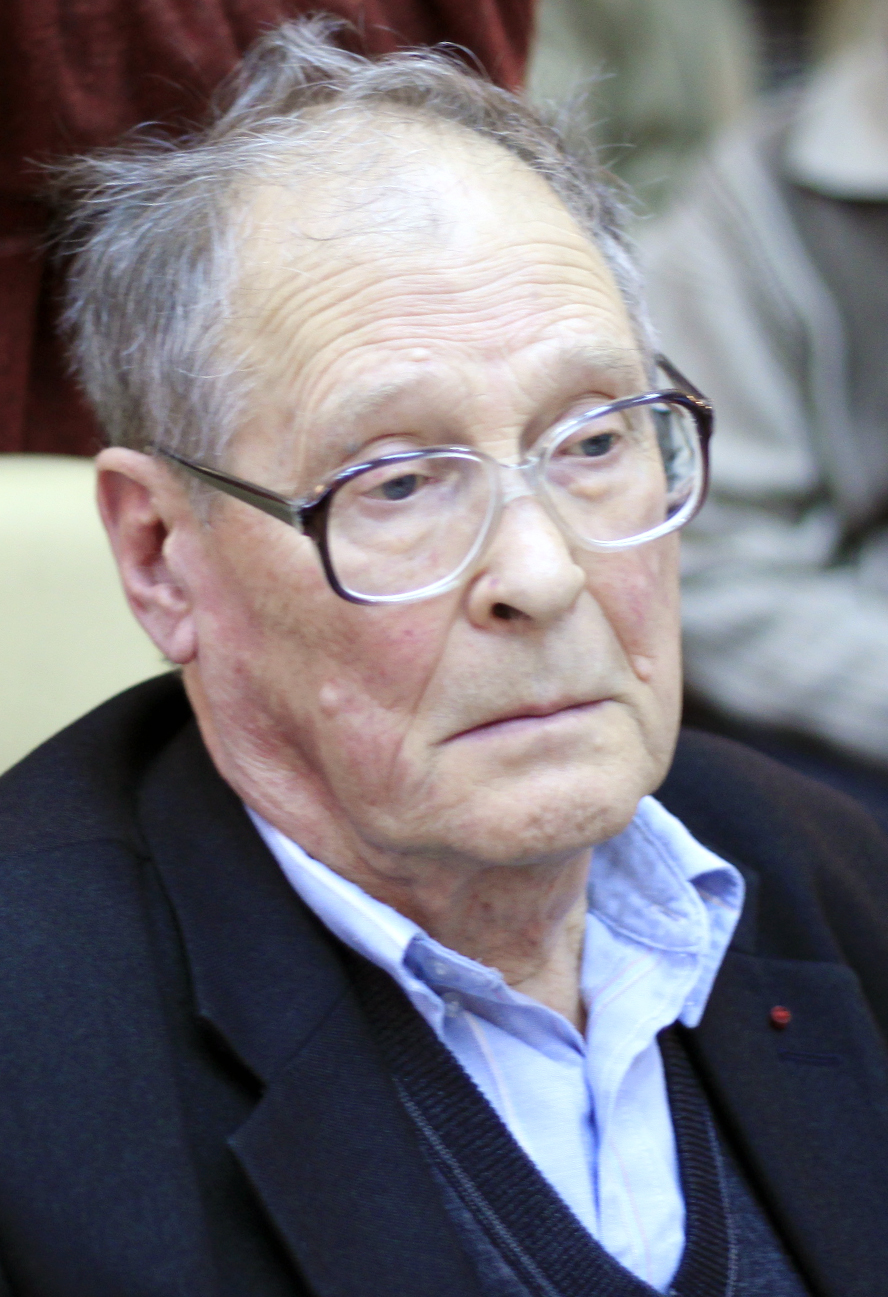
Sergei Adamowitsch Kowaljow (2011)

Die erste Preisverleihung fand am 17. September 1995 statt. Ausgezeichnet wurde der russische Staatsangehörige Sergei Kowaljow für sein Engagement gegen den Tschetschenien-Krieg. Der ehemalige Präsident der Tschechischen Republik und Mitbegründer der Bürgerrechtsbewegung Charta 77, Václav Havel, hielt die Laudatio für den Träger des Preises und José Ayala Lasso, der ehemalige Hochkommissar für Menschenrechte der UN, überbrachte ein Grußwort. Der Schriftsteller und Ehrenbürger der Stadt Nürnberg Hermann Kesten stiftete das Preisgeld in Höhe von 25.000 DM.

### Preisverleihung 1997

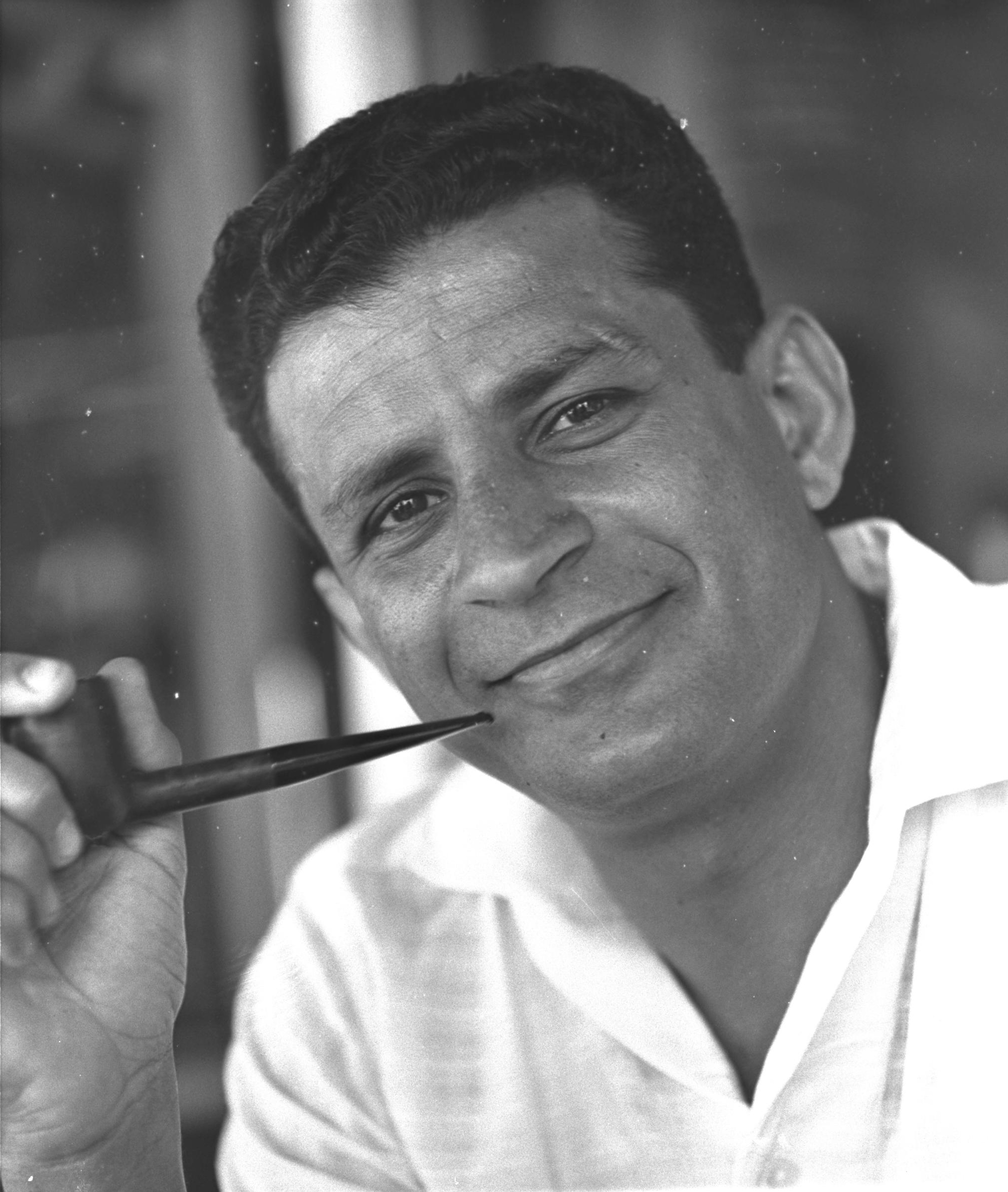
Abie Nathan (1961), einer der beiden Preisträger 1997

Am 28. September 1997 fand im Nürnberger Opernhaus die zweite Verleihung des Internationalen Nürnberger Menschenrechtspreises statt. Für seinen Beitrag zur Völkerverständigung zwischen Israelis und Palästinensern sowie seinen aktiven Einsatz in Katastrophengebieten erhielt zum einen der israelische Staatsangehörige Abe J. Nathan die Auszeichnung, zum anderen wurde der Tunesier Khémaïs Chammari für sein Engagement für Demokratie und Menschenrechte in seinem Heimatland gewürdigt. Das Preisgeld stiftete der Popstar Billy Joel, dessen jüdische Eltern Nürnberg auf der Flucht vor den Nazis verlassen mussten. Daniel Jacoby, Ehrenpräsident der Féderation Internationale des Ligues des Droits de l’Homme hielt die Laudatio, während Ursula Schleicher, die damalige Vizepräsidentin des Europäischen Parlaments, die Rede Europa und der Friedensprozess im Nahen Osten hielt. Grußworte von der Bayerischen Staatsregierung wurden durch Ministerpräsident Edmund Stoiber überbracht.

### Preisverleihung 1999

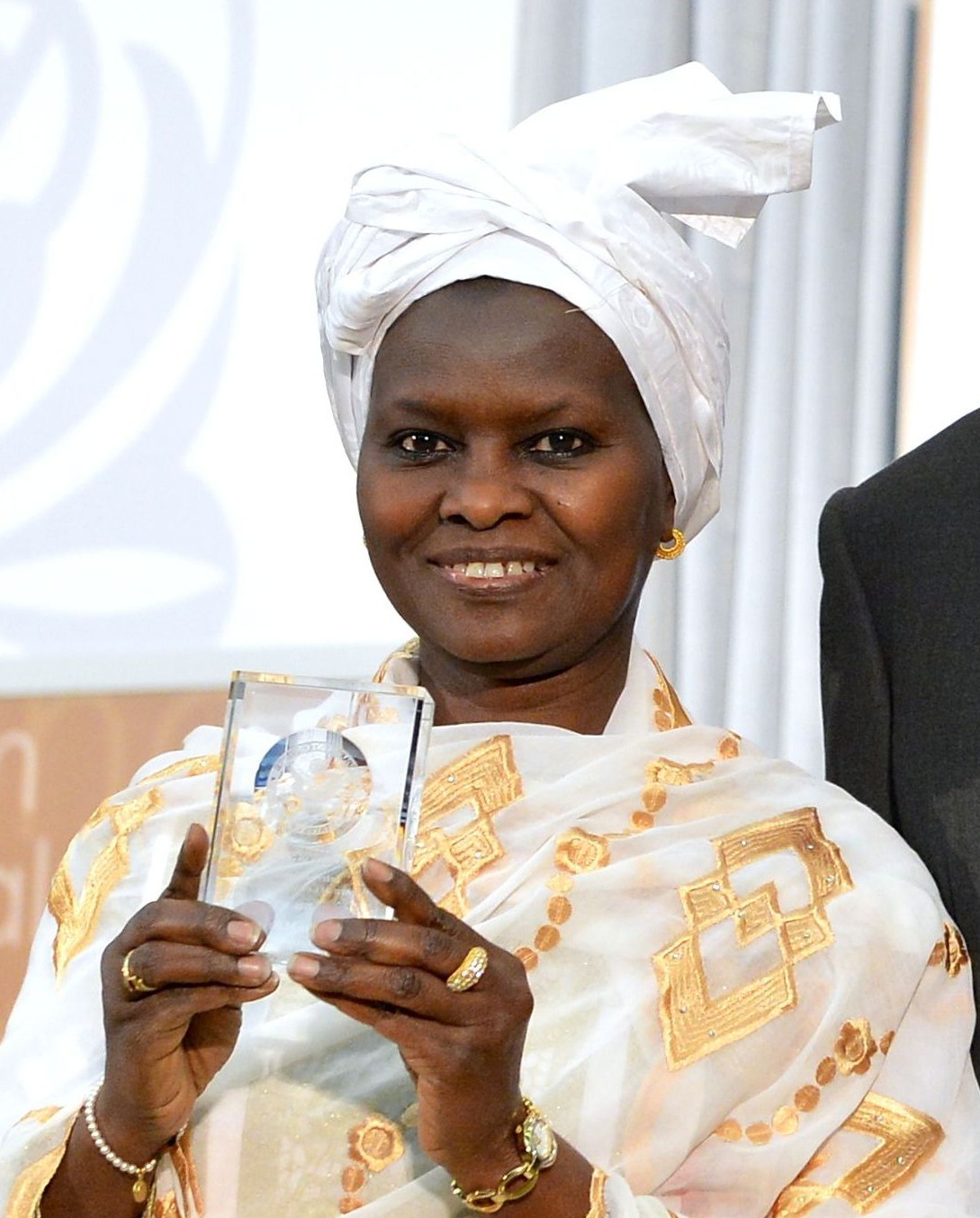
Fatimata M’Baye beim International Women of Courage Award 2016

Die dritte Verleihung fand am 26. September 1999 im Nürnberger Opernhaus statt, bei der die Mauretanierin Fatimata M’Baye für ihren Einsatz für die Rechte der schwarzafrikanischen Bevölkerung, sowie für die Gleichstellung zwischen Mann und Frau und die Abschaffung der Sklaverei ausgezeichnet wurde. Darüber hinaus setzt sich die erste mauretanische Rechtsanwältin bei zahlreichen regionalen afrikanischen Kongressen für die Anerkennung und Einhaltung der Menschenrechte ein. Der Ehrenbürger der Stadt Nürnberg sowie Verleger und Herausgeber der Nürnberger Nachrichten und der Nürnberger Zeitung, Bruno Schnell, stiftete das Preisgeld.

### Preisverleihung 2001

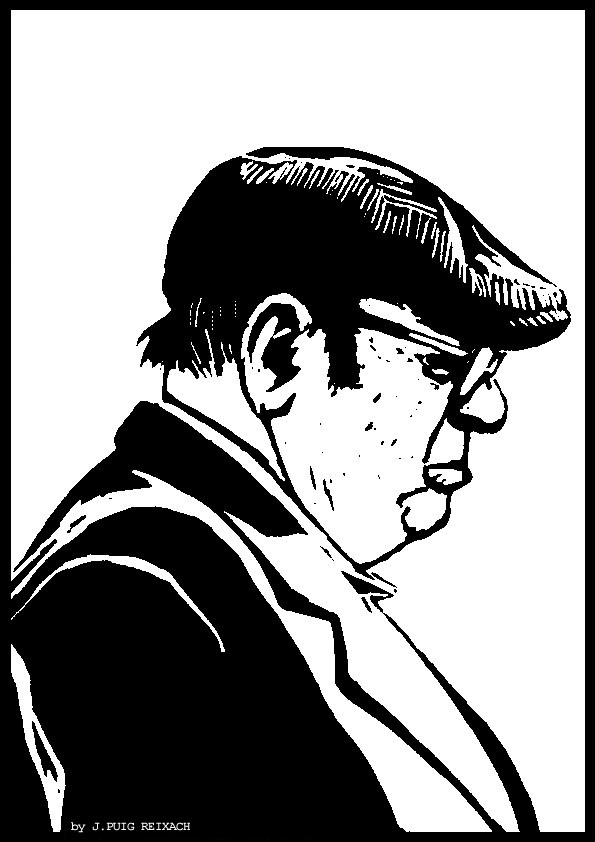
Samuel Ruiz García (digitale Illustration von Puig Reixach 2013)

Am 16. September 2001 wurde zum vierten Mal der Internationale Nürnberger Menschenrechtspreis im Nürnberger Opernhaus verliehen. Der mexikanische Bischof Samuel Ruiz García erhielt die Auszeichnung für sein leidenschaftliches Engagement zur Verteidigung der Rechte der unterdrückten und armen indigenen Völker. Stifter des Preisgeldes war wie zwei Jahre zuvor Bruno Schnell. Der argentinische Bürgerrechtler und Träger des Friedensnobelpreises, Adolfo Pérez Esquivel, hielt die Laudatio. Grußworte kamen von Kofi A. Annan, dem damaligen Generalsekretär der Vereinten Nationen.

### Preisverleihung 2003

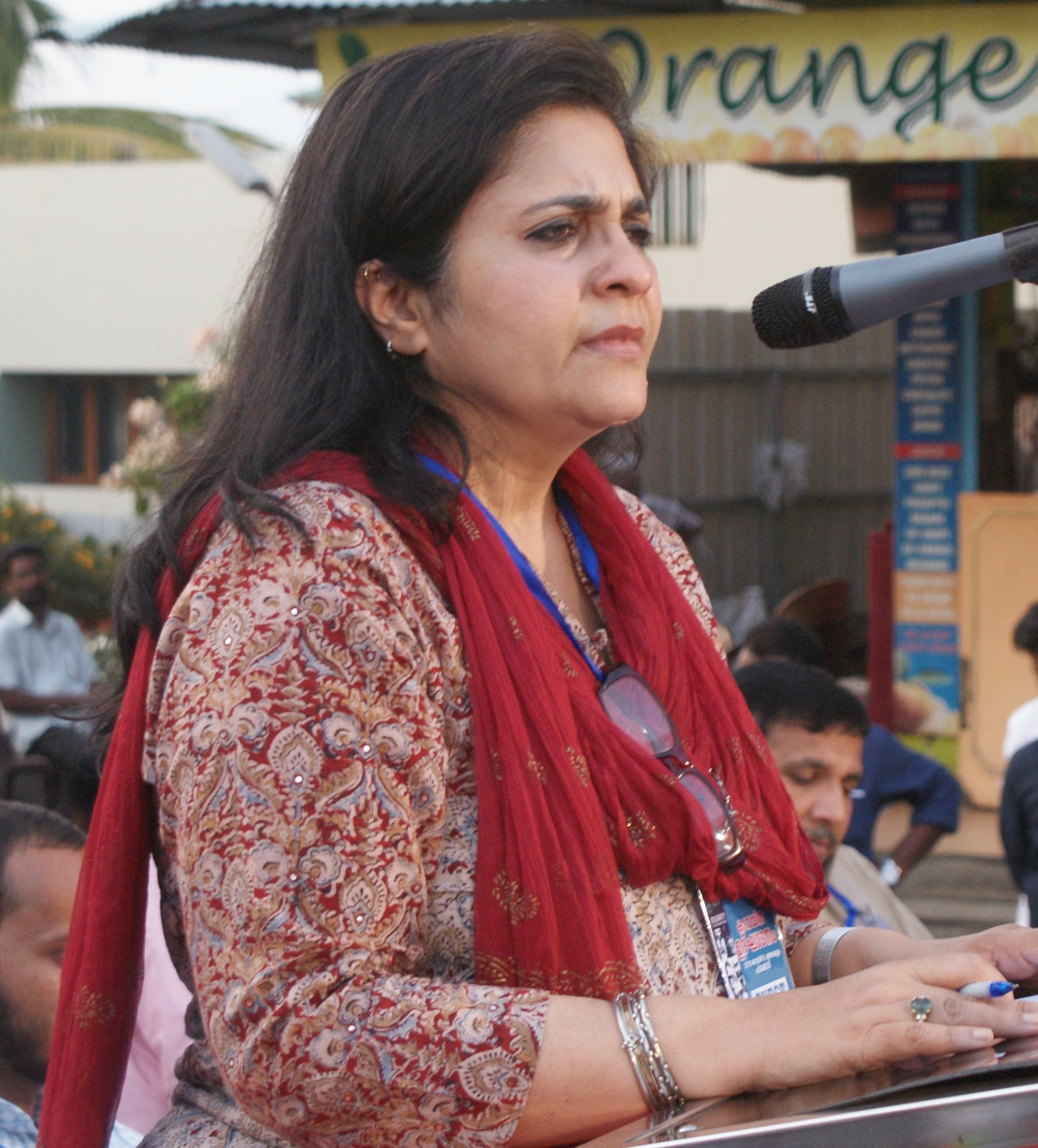
Teesta Setalvad (2016), eine von zwei Preisträgern 2003

Teesta Setalvad und Ibn Abdur Rehman wurden im Rahmen der fünften Verleihung am 14. September 2003 im Nürnberger Opernhaus mit dem Internationalen Nürnberger Menschenrechtspreis ausgezeichnet. Die Inderin Teesta Setalvad setzte sich mit unermüdlichem Einsatz gegen Vorurteile und Diskriminierungen gegenüber Frauen und Minderheiten in ihrem Heimatland ein. Der Pakistani und gebürtige Inder Ibn Abdur Rehman erhielt den Preis für seinen Kampf für Grundrechte in Pakistan und sein Engagement für Frieden und Versöhnung zwischen Indien und Pakistan. Bruno Schnell war erneut Stifter des Preisgeldes. Der ehemalige Präsident Portugals, Mário Soares MdEP, hielt die Laudatio. Der ehemalige Ministerpräsident des Freistaates Bayern, Edmund Stoiber, und Heidemarie Wieczorek-Zeul, die Bundesministerin für wirtschaftliche Zusammenarbeit und Entwicklung, überbrachten die Grußworte der Bayerischen Staatsregierung.

### Preisverleihung 2005
Am 25. September 2005 wurde zum sechsten Mal der Internationale Nürnberger Menschenrechtspreis verliehen. Die Usbekin Tamara Chikunova wurde im Nürnberger Opernhaus für ihren außergewöhnlichen Einsatz für Frieden und Menschenrechte und in diesem Zusammenhang insbesondere für den Kampf gegen Folter und Hinrichtung in ihrem Heimatland geehrt. Das Preisgeld stiftete erneut Bruno Schnell. Nora Morales de Cortiñas, eine argentinische Menschenrechtlerin und Mitbegründerin der Organisation Mütter der Plaza de Mayo, würdigte Chikunova in einer Laudatio.

### Preisverleihung 2007
Die ruandische Menschenrechtlerin und Autorin Eugénie Musayidire erhielt am 30. September 2007 für ihre Versöhnungsarbeit zwischen den verfeindeten Volksstämmen der Hutu und Tutsi in ihrem Heimatland den Internationalen Nürnberger Menschenrechtspreis. Stifter des Preisgeldes war Bruno Schnell. Der Sonderberichterstatter der Vereinten Nationen für Fragen des Rassismus, der Rassendiskriminierung, Fremdenfeindlichkeit und Intoleranz, Doudou Diène, hielt die Laudatio. Grußworte kamen vom damaligen bayrischen Innenminister und Ehrenbürger der Stadt Nürnberg Günther Beckstein, sowie von Gareth Evans, dem Präsidenten der International Crisis Group.

### Preisverleihung 2009

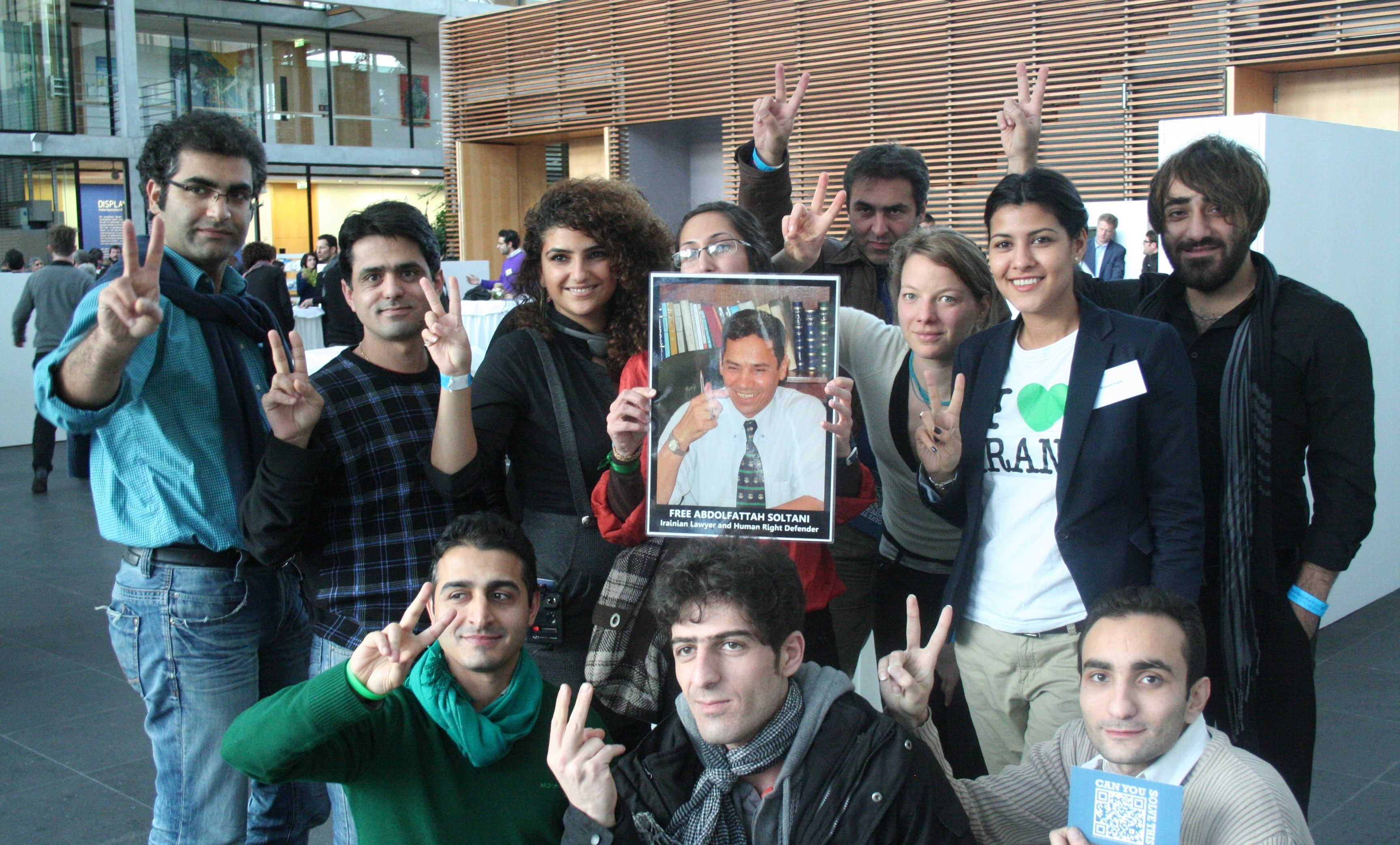
Protestaktion für die Freilassung Abdolfattah Soltanis auf der Inside Iran-Konferenz in Berlin (2011)

Am 4. Oktober 2009 wurde zum achten Mal der Internationale Nürnberger Menschenrechtspreis im Nürnberger Opernhaus vergeben. Ausgezeichnet wurde der iranische Rechtsanwalt und Mitbegründer des Teheraner Zentrums für Menschenrechtsverteidiger Abdolfattah Soltani für sein Engagement für die Anerkennung der Menschenrechte in der Islamischen Republik Iran. Da die iranischen Behörden Soltani die Ausreise wenige Minuten vor Abflug am Flughafen in Teheran verweigerten und ihm den erst kürzlich ausgestellten Pass entzogen, musste der Preis erstmals in Abwesenheit des Preisträgers verliehen werden. Stellvertretend wurde der Preis von Soltanis Ehefrau Masoumeh Dehgan entgegengenommen, wofür sie 2012 von einem iranischen Gericht zu einem Jahr Gefängnis auf Bewährung und einem fünfjährigen Ausreiseverbot verurteilt wurde. Alle politischen Redner, insbesondere der Nürnberger Oberbürgermeister Ulrich Maly, verurteilten das Verhalten des Iran scharf. Die Präsidentin der Fédération Internationale des Ligues des Droits de l’Homme, Souhayr Belhassen hielt die Laudatio.

### Preisverleihung 2011

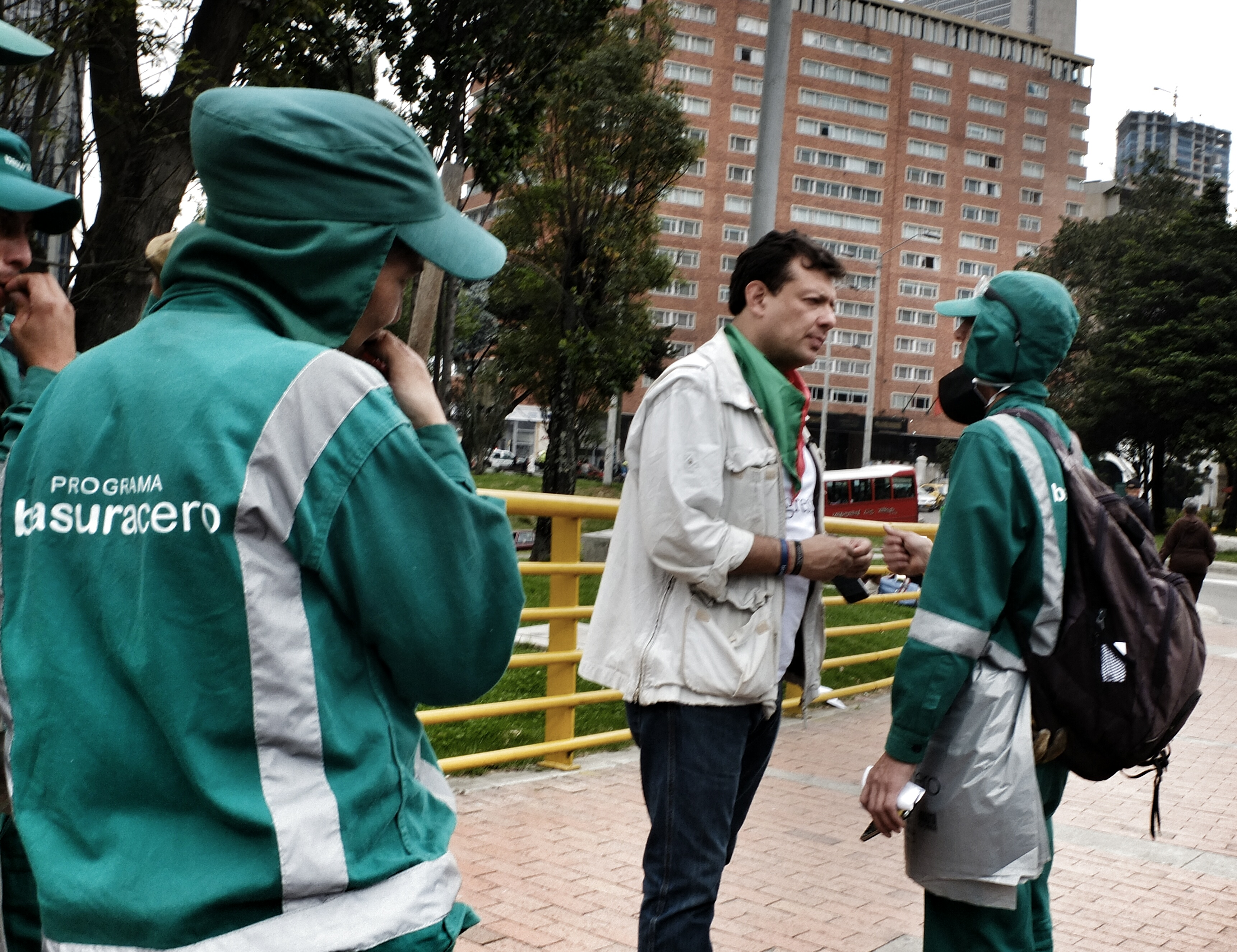
Hollman Morris in Bogotá (2015)

Die neunte Verleihung fand am 25. September 2011 statt. Ausgezeichnet wurde der kolumbianische Fernsehjournalist, Dokumentarfilmer und Menschenrechtler Hollman Morris für sein mediales Wirken für Konfliktlösungen und Menschenrechte, sowie gegen bewaffnete Konflikte in Südamerika. In seiner Dankesrede beschrieb er das Joch, unter dem ganz Lateinamerika leidet – eine Weltregion, deren Ressourcen durch den globalen Wirtschaftsmarkt ausbluten und ihren Einwohnerinnen und Einwohnern die Lebensgrundlage entziehen.

„[…] wir können die Kosten dieses Kampfes in Menschenleben, im sozialen und Umweltbereich nicht länger alleine tragen. Die Länder der ersten Welt müssen Maßnahmen ergreifen, um die Nachfrage nach diesen Produkten zu regeln. Wir sind zur Zusammenarbeit bereit, aber wir brauchen empörte Bürger in den Industrieländern, die Fragen nach dem woher und wie dieser vielen natürlichen Rohstoffe stellen.“

Musikalisch wurde das Programm von der Staatsphilharmonie Nürnberg unter der Leitung des Generalmusikdirektors Markus Bosch gestaltet. Bruno Schnell war bereits zum siebten Mal Stifter des Preisgeldes. Die Laudatio hielt der kolumbianische Professor Flor Alba Romero. Weitere Reden hielten Nürnbergs Oberbürgermeister Ulrich Maly, der bayerische Ministerpräsident Horst Seehofer, Bundesjustizministerin Sabine Leutheusser-Schnarrenberger und Jan Jarab, ein regionaler Vertreter der UN-Hochkommissarin für Menschenrechte.

### Preisverleihung 2013

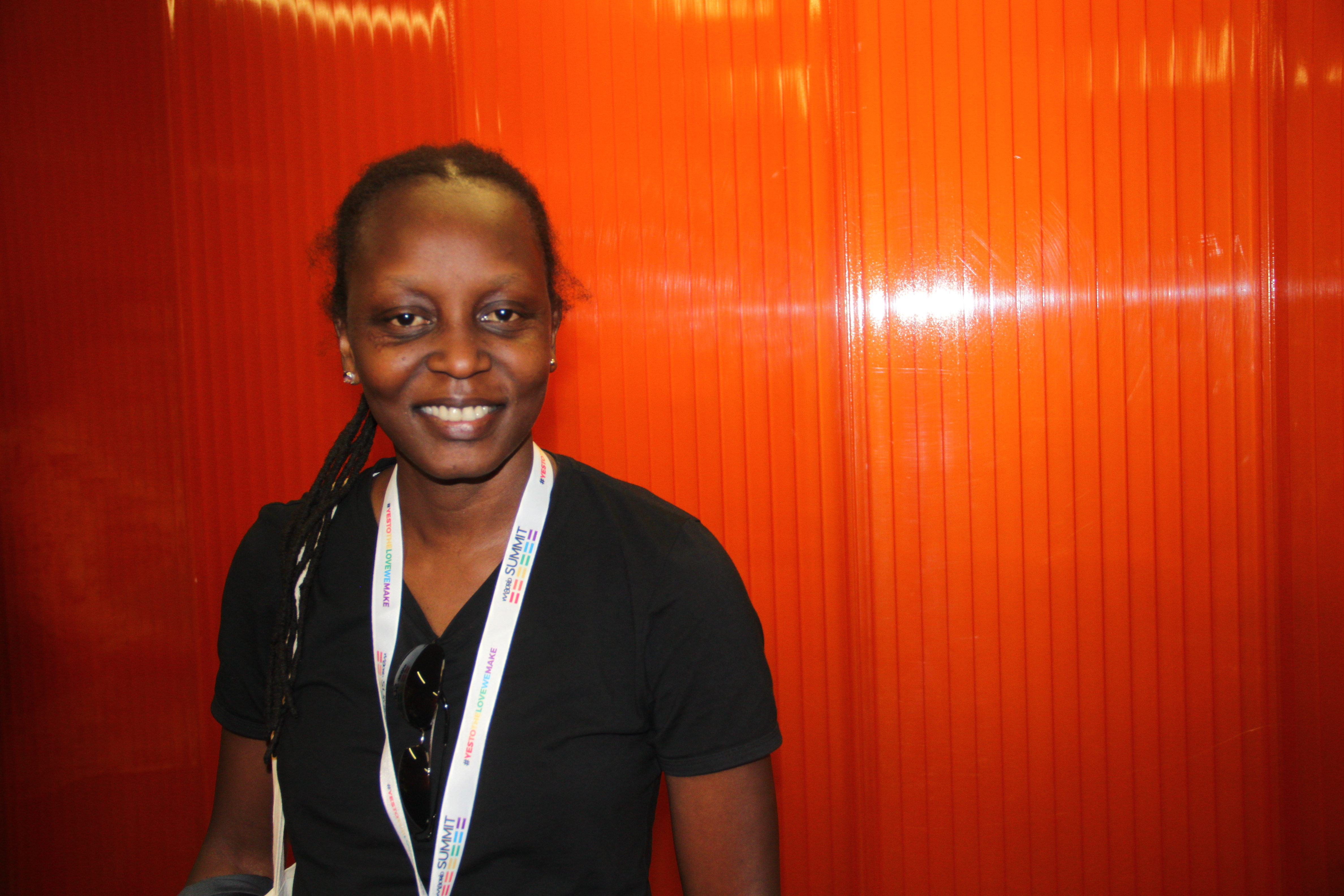
Kasha Jacqueline Nabagesera beim WorldPride Kongress in Madrid 2017

Am 29. September wurde die ugandische Menschenrechtsaktivistin Kasha Jacqueline Nabagesera, Mitbegründerin von Freedom and Roam Uganda (FARUG), mit dem zehnten Internationalen Nürnberger Menschenrechtspreis ausgezeichnet. Sie wurde für ihren mutigen Kampf gegen Homophobie und für die Verwirklichung der LBGT-Rechte in ihrem Heimatland geehrt und rief vor rund 800 Gästen zur Achtung der universellen Menschenrechte auf:

„[…] Menschenrechte sind keine Geschenke, die einer Gesellschaft gemacht werden. Man muss verstehen, dass es angeborene Rechte sind, die uns als Menschen grundlegend definieren. Erst einmal bin ich Mensch, dann bin ich Lesbe, und das sollten die, die mich unterdrücken, nicht missverstehen […] Meine Damen und Herren: Der Kampf geht weiter. Bitte stehen Sie weiter zu uns!“

Das Preisgeld wurde erneut von Bruno Schnell zur Verfügung gestellt. Die Laudatio wurde von Boris Dittrich, dem Human-Rights-Watch-Direktor der Abteilung Lesben-, Schwulen-, Bisexuellen- und Transgender-Rechte gehalten. Auch Nürnbergs Oberbürgermeister Ulrich Maly und Ângela Melo von der UNESCO hielten Reden. Weiters gab es einen ökumenischen Gottesdienst und zahlreiche schriftliche Glückwünsche für die Verleihung und insbesondere für die Preisträgerin, darunter vom Europarat und der Europäischen Kommission.

### Preisverleihung 2015

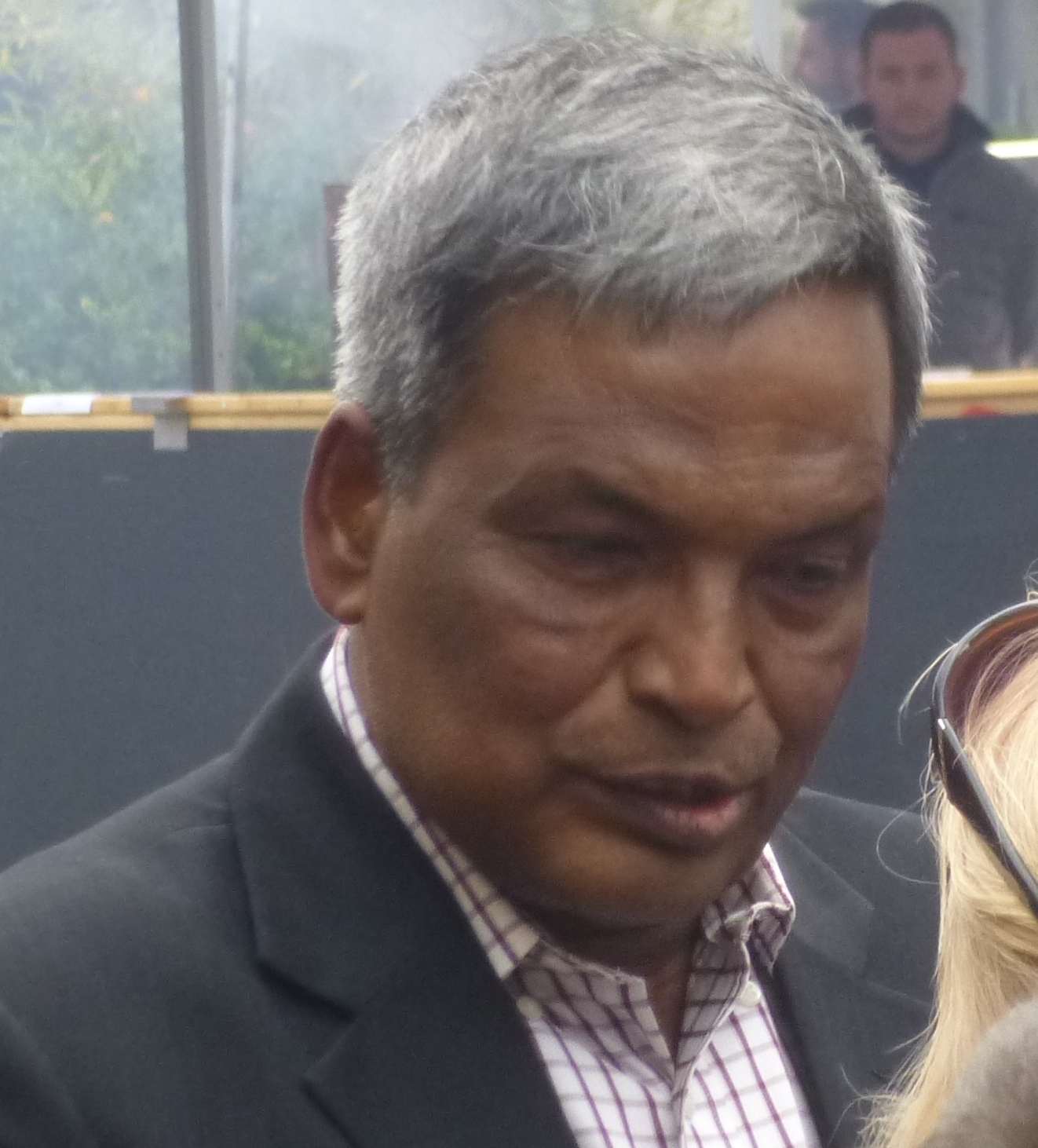
Amirul Haque Amin bei der Nürnberger Friedenstafel (2015)

Der elfte Internationale Nürnberger Menschenrechtspreis wurde am 27. September 2015 an den Bangladescher Amirul Haque Amin, den Präsidenten und Mitbegründer der National Garments Workers Federation (NGWF – Nationale Gewerkschaft der Textilarbeiter), für sein Engagement in der Nationalen Gewerkschaft der Textilarbeiterinnen und Textilarbeiter in Bangladesch verliehen. Bei seiner Preisträgerrede hielt er die Erinnerung an die vielen Arbeiter hoch, die bei Bränden in Textilfabriken verletzt wurden oder ums Leben kamen, und machte die Profitgier der Fabrikbesitzer für Unglücke wie das von Rana Plaza mit über tausend Toten dafür verantwortlich.

„I strongly believe that through this award, you have recognized the everyday struggles of the Bangladeshi garment workers for labor rights, safe workplace and living wage. You know that each award is an inspiration and this award will also inspire me, my organization and my fellow collegues to work further in the human rights issue related to garment workers.“

Die Leiterin der Handelsabteilung von UNI Global Union, Alke Boessiger, bezeichnete in ihrer Laudatio Amin als einen leidenschaftlichen und unerschrockenen Kämpfer für Menschen und Arbeitsrechte, der entscheidend zum positiven Abschluss des Bangladesch-Abkommens beigetragen hätte. Auch die hohen Gefahren für Gewerkschaftsführer in Bangladesch, wie Einschüchterungen, körperliche Gewalt bis hin zum Tod, hob sie hervor. Zu Gast waren des Weiteren der deutsche Vizekanzler und Wirtschaftsminister Sigmar Gabriel, sowie Sandra Polaski, stellvertretende Generaldirektorin für Politikfragen der Internationalen Arbeitsorganisation der Vereinten Nationen, die die niedrigen Löhne in Bangladeschs Textilindustrie kritisierte.

### Preisverleihung 2017
Ein unter dem Decknamen Caesar auftretender syrischer Fotograf erhielt zusammen mit Freunden unter dem Namen Gruppe Caesar den zwölften Internationalen Nürnberger Menschenrechtspreis. Die Gruppe wurde für ihren Einsatz gewürdigt, die etwa 50.000 Bilder, die Caesar bis 2011 als Militärfotograf bei der syrischen Armee gemacht hatte, über die französische Journalistin Garance Le Caisne ins Ausland zu schmuggeln. Ungefähr 28.000 der Bilder zeigen misshandelte oder ermordete Häftlinge in syrischen Gefängnissen und stellen einen womöglich wichtigen Beitrag zur Aufarbeitung der Menschenrechtsverbrechen während des Bürgerkriegs in Syrien dar. Nach seiner Flucht 2013 wurden die Fotografien unter anderem in Nürnberg in der Kreis-Galerie an der Straße der Menschenrechte öffentlich ausgestellt.

„Welcher Mechanismus auch immer gewählt wird, jedenfalls werden die Fotos von Caesar dazu beitragen, dass die führenden Personen in der Assad-Regierung und andere in der Befehlskette strafrechtlich verfolgt werden, nicht nur dafür, dass sie Zivilisten mit Bomben und Giftgas angegriffen und belagert haben, sondern auch für die Schrecken, die sie den in ihren Haftanstalten gefangenen Menschen zugefügt haben. Wir alle schulden Caesar unseren höchsten Respekt und unsere tiefste Bewunderung für den Mut, mit dem er diese Beweismittel der Außenwelt zur Verfügung gestellt hat. Jetzt obliegt uns allen die Pflicht, dafür zu sorgen, dass die Verbrechen, die er dokumentiert hat, schnellstmöglich beendet werden, und dass die Menschen, die sie angeordnet haben, endlich dafür zur Rechenschaft gezogen werden.“

Die Preisverleihung fand vor etwa 700 Gästen im Nürnberger Opernhaus statt. Unter den Gästen war auch Barbara Lochbihler, Vizepräsidentin des Menschenrechtsausschusses des Europäischen Parlaments, die in den Fotos von Caesar einen Appell an die Menschheit, sich den Folterknechten und Mördern in Syrien entgegenzustellen, sieht. Die Redner appellierten auch an die Staatengemeinschaft und an die nationalen Gerichte, Völker- und Menschenrechtsverbrechen nicht ungeahndet zu lassen. Garance Le Caisne nahm den Preis stellvertretend für die Gruppe entgegen.
Am 7. Februar 2025 veröffentlichte der Sender Al Jazeera ein Interview mit Farid al-Madhan, der sich als Caesar zu erkennen gab. Er entschied sich aufgrund des Sturzes des Assad-Regimes im Dezember 2024 dazu, an die Öffentlichkeit zu gehen. Farid al-Madhan war Leiter der forensischen Abteilung der Militärpolizei in Damaskus.

### Preisverleihung 2019
Der 13. Internationale Menschenrechtspreis wurde am 22. September 2019 im Nürnberger Opernhaus verliehen. Ausgezeichnet wurde der chilenische Agraringenieur, Aktivist und Generalsekretär der Organisation MODATIMA (Movimiento de Defensa por la Protección del Medio Ambiente/Bewegung zur Verteidigung des Zugangs zu Wasser, des Landes und des Umweltschutzes), Rodrigo Mundaca. Er wurde für seinen bewundernswerten Einsatz für das fundamentale Recht auf Wasser geehrt. Seit Jahren kämpft er für den freien Zugang zu Wasser in der Region Petorca, nordwestlich von Santiago de Chile. In einer Region, in der der Wasserzugang durch die industrielle Landwirtschaft und den Abbau von Wasserressourcen stark eingeschränkt ist, mobilisiert Mundaca mit MODATIMA die Bevölkerung und macht auf Missstände aufmerksam. 
In ihrer Laudatio betonte Jurymitglied Anne Brasseur den Appell des Preisträgers an uns alle, achtsamer und verantwortungsvoller mit der kostbaren Ressource Wasser umzugehen. Diese Auszeichnung rückt die drängenden Herausforderungen der Wasserknappheit und die Verantwortung der globalen Gemeinschaft in den Fokus. Auch der Preisträger selbst ruft den Anwesenden in Erinnerung: „Immer noch wird intensive Landwirtschaft betrieben für die Supermärkte in Europa und China.“ Zum Schluss seiner kämpferischen Rede appellierte der Menschenrechtspreisträger an das Publikum: „Wir brauchen die internationale Solidarität!“

### Preisverleihung 2022

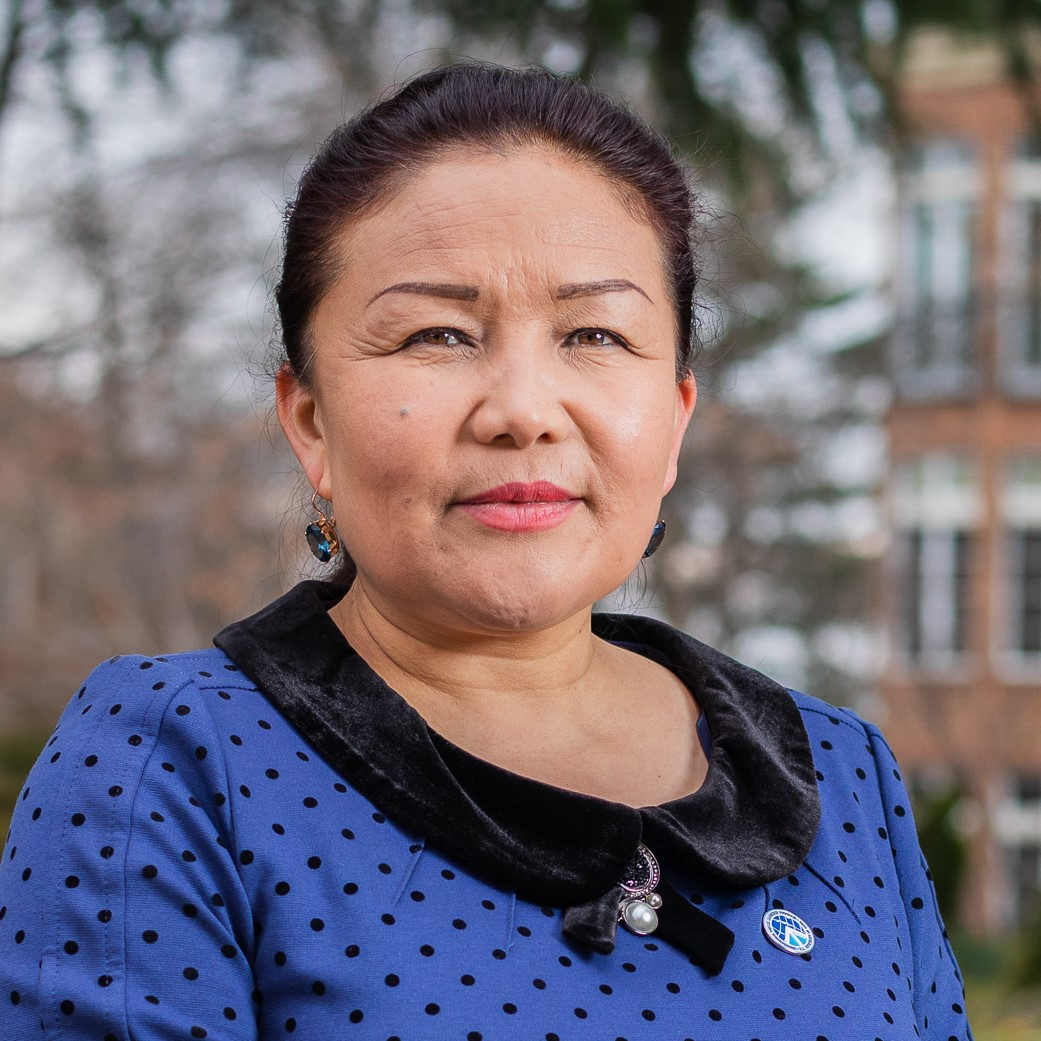
Sairagül Sauytbai

Die muslimische Kasachin Sairagül Sauytbai, geboren in Ili in der chinesischen Provinz Xinjiang, wurde 2021 für ihren bewundernswerten Mut, über die Verbrechen an muslimischen Minderheiten in der Region Xinjiang zu berichten, mit dem 14. Internationalen Nürnberger Menschenrechtspreis ausgezeichnet. 

Die Preisverleihung selbst fand aufgrund der COVID-19-Pandemie am 15. Mai 2022 statt. Die Verbrechen gegen die Menschlichkeit, die in Xinjiang begangen werden, wurden innerhalb des Grußwortes von Reinhard Bütikofer, Mitglied des Europäischen Parlaments, und in der Videobotschaft von Agnès Callamard, Internationale Generalsekretärin von Amnesty International, verurteilt. Eindrucksvoll wurden diese Verbrechen noch einmal durch den künstlerischen Beitrag des Staatstheaters Nürnberg vermittelt, bei dem die Schauspielerinnen Annette Büschelberger, Anna Klimovitskaya und Adeline Schebesch „72 fabrizierte Vorwände für eine Inhaftierung“ von muslimischen Minderheiten in der Region Xinjiang aus dem Buch „China-Protokolle“ verlasen: 
„Folter, Gehirnwäsche und schlimmstenfalls Mord erwartet alle Personen, die […] nicht an der Feier der chinesischen Nationalfeiertage teilnehmen möchten; […] WhatsApp auf ihrem Handy haben; […] zu viele Kinder haben; […] sich Bärte wachsen lassen; […] den Koran zu Hause haben.“
Nach ihrer Dankesrede sang die Preisträgerin ihr selbstgeschriebenes Lied "Hymn" auf der Bühne. Darin bittet sie die Welt um Hilfe "We need help from the world! We need freedom!" und rührte die Gäste im Opernhaus zu Tränen.

### Preisverleihung 2023
Am 24. September 2023 wurde der kenianische Aktivist Malcolm Bidali mit der Verleihung des 15. Internationalen Nürnberger Menschenrechtspreises geehrt. Bidali arbeitete von 2018 bis 2021 als Wachmann in Katar und erlebte dabei die Misshandlung dortiger Arbeitsmigranten aus erster Hand. Mutig berichtete er öffentlich darüber. Oberbürgermeister Marcus König schilderte in seiner Rede noch einmal den besonderen Einsatz Malcolm Bidalis, der bis heute für die Rechte von Wanderarbeitern kämpft. König wendete sich gegen Ende noch einmal direkt an Bidali, er „hoffe sehr, dass unsere Auszeichnung Ihnen die Kraft und Unterstützung zum Weitermachen gibt“.

### Preisverleihung 2025
Die Verleihung des 16. Internationalen Nürnberger Menschenrechtspreis 2025 an The Parents Circle-Families Forum (PCFF) wird am Sonntag, 21. September 2025 im Opernhaus Nürnberg mit anschließender Friedenstafel am Kornmarkt stattfinden.
Nähere Informationen zu Karten im Opernhaus und Tischreservierungen an der Friedenstafel werden im Sommer 2025 gegeben.

## Friedenstafel
Seit 1999, dem 950-jährigen Stadtjubiläum Nürnbergs, findet nach der Verleihung des Internationalen Nürnberger Menschenrechtspreises in der Altstadt an einer Tafel ein gemeinsames Mahl statt. Die Friedenstafel soll als ein Zeichen für Frieden, Toleranz und die Achtung der Menschenrechte verstanden werden.

### 1999
Die erste Nürnberger Friedenstafel ging als die „längste Friedenstafel der Welt“ ins Guinness-Buch der Rekorde ein. Mit rund 40.000 Gästen fand auf einer Länge von 7,8 Kilometern Länge am 25. September ein multikulturelles Bürgerfest statt, das trotz des schlechten Wetters gut besucht war. Hierbei erklang von über 500 Sängern auf sieben über die Altstadt verteilten Bühnen, und vom Hauptmarkt ausgehend gleichzeitig Melchior Francks Chor- und Orchesterwerk Da pacem, Domine (Herr gib uns Frieden)ⓘ in einer modernen Aufarbeitung. Mehr als 20 Bühnen und Aktionsflächen wurden auf der gesamten Länge geboten, ehe um das Abschlusskonzert der Weltmusik-Band Dissidenten auf dem Hauptmarkt stattfand.

### 2001
Die zweite Nürnberger Friedenstafel wurde auf Grund der fünf Tage zuvor geschehenen Terroranschläge vom 11. September in New York und Washington kurzfristig abgesagt. Stattdessen fand seitens der Stadt Nürnberg eine Friedenskundgebung vor dem Nürnberger Opernhaus statt, an der sich rund 7500 Nürnberger beteiligten und der argentinische Menschenrechtsverteidiger und Friedensnobelpreisträger Adolfo Pérez Esquivel sowie der Preisträger Samuel Ruiz García in ihren Reden vor den Gefahren von Rache, Hass und Revanchismus warnten.

### 2003
Die Friedenstafel 2003 fand in der Straße der Menschenrechte zu deren zehnjährigem Bestehen statt. Sie stand im Zeichen der Heimatländer der diesjährigen Preisträger, Indien und Pakistan. Den Gesprächsrunden, Lesungen, sowie den Musik- und Tanzeinlagen wohnten rund 3.000 Gäste bei.

### 2005
Die Friedenstafel 2005 stand im Zeichen Usbekistans und fand auf dem Kornmarkt und der Straße der Menschenrechte statt. Neben Gesprächen mit der Preisträgerin und Jury zu den Themen „Folter und Hinrichtung in Usbekistan“, „Integration“, „Das Zuwanderungsgesetz in Deutschland“ und „Globalisierung und Menschenrechte“ gab es musikalische Einlagen, unter anderem von der usbekischen Gruppe Mokhira.

### 2007
An der Friedenstafel 2007 beteiligten sich an über 500 Tischen zwischen der Straße der Menschenrechte, dem Hallplatz, dem Kornmarkt und dem Jakobsplatz rund 5.000 Bürger und ließen am Ende der Veranstaltung Luftballons in den Nürnberger Farben rot und weiß als Zeichen für die Menschenrechte in die Luft steigen.

### 2009
Mit Informationen zum Iran begann und endete die Friedenstafel 2009, die von 4.000 Gästen besucht wurde. Stellvertretend für den Preisträger, der nicht aus dem Iran ausreisen durfte, besuchte seine Ehefrau Masoumeh Dehgan gemeinsam mit Ulrich Maly die Tafel und suchte den Dialog mit Bürgern. Künstler aus verschiedenen Kulturkreisen spielten an acht Plätzen entlang der Tafel.

### 2011
Zur Verleihung des Internationalen Nürnberger Menschenrechtspreises fand die Tafel zum ersten Mal in Verbindung mit dem Weltkindertag statt. Hierzu veranstalteten die Nürnberger Kinderkommission und das Menschenrechtsbüro eine „Kinder-Friedens-Tafel“. Den Kindern wurden vom Preisträger Hollman Morris mitsamt seiner Familie und dem Nürnberger Oberbürgermeister Ulrich Maly am Jakobsplatz ihre Fragen zu Menschenrechten in Kolumbien und Deutschland beantwortet.

### 2013
Die Friedenstafel 2013 fand mit rund 4.000 Gästen vom Hallplatz, über den Kornmarkt, die Dr.-Kurt-Schumacher-Straße bis zur Färberstraße und in die Straße der Menschenrechte hinein statt. Neben Chorauftritten, afrikanisch inspirierter Musik und Gesprächstischen, sowie einem offenen Mitbringen der Getränke und Speisen gab es im Anschluss im Caritas-Pirckheimer-Haus eine Diskussion über die LGBTI-Personen in Uganda.

### 2015
Rund 4.000 Gäste nahmen an der Friedenstafel 2015, die sich mit neuem Verlauf von der Dr.-Kurt-Schumacher-Straße im Westen bis zum Hallplatz im Osten zog. Die Textilkünstlerin Heidi Drahota rief zur Teilnahme an einem Gesamtkunstwerk auf, zu der jeder ein Stück Stoff von persönlicher Bedeutung mitbringen sollte. Das „Fenster zur Welt“, der „Lorenzer Laden“ und die „Mission EineWelt“ informierten über die Textilbranche, insbesondere in den südlichen Ländern unter dem Motto „Tatorte des unfairen Handels“.

### 2017
Am 24. September fand die 10. Friedenstafel statt. Obwohl die Friedenstafel ohne die Preisträger stattfinden musste, fanden sich wieder Tausende von Bürgerinnen und Bürgern auf dem Kornmarkt ein, um ihre Solidarität mit der „Gruppe Caesar“ zu demonstrieren.

### 2019
Bei strahlendem Wetter versammelten sich am 22. September 2019 Nürnbergerinnen und Nürnberger an den Tischen der Friedenstafel, um sich mit dem Menschenrechtspreisträger Rodrigo Mundaca solidarisch zu zeigen. Rodrigo Mundaca bekam bei seinem Gang entlang der 220 Tische der Friedenstafel gemeinsam mit Oberbürgermeister Ulrich Maly viel Beifall und persönliche Glückwünsche mit auf den Weg. Auch gab es die Gelegenheit zum Gespräch mit dem Preisträger, Jurymitgliedern und vielen, die sich aktiv für Menschenrechte engagieren.
In diesem Jahr waren alle 4.500 Gäste der Friedenstafel zu einem gemeinsamen musikalischen Abschluss eingeladen. Punkt 15.30 Uhr brachten die Besucherinnen und Besucher ihre Gläser oder Glasflaschen wie bei einem Toast eine Minute lang zum Klingen. Danach zog der Chor der Kinder- und Jugendkantorei Nürnberg mit dem Lied „Die Gedanken sind frei“ singend entlang der Tischreihen. Die Menschen an den umliegenden Tischen stimmten zu Ehren aller Menschenrechtspreisträger und -preisträgerinnen in den Chor mit ein.

### 2022
Die Friedenstafel 2021 konnte pandemiebedingt, ebenso wie die Preisverleihung, erst im Mai 2022 stattfinden. Organisiert vom Amt für Kultur und Freizeit (KuF) und dem Menschenrechtsbüro lockte die ausverkaufte Friedenstafel auch dieses Mal mehr als 4.000 Teilnehmerinnen und Teilnehmer an, die bei herrlichem Wetter und mitgebrachten Speisen die Preisträgerin Sayragul Sauytbay feierten. Auch deren Ehemann und ihre beiden Kinder genossen das Open-Air-Picknick sichtlich. Den Auftakt bildete wieder die Samba-Gruppe der Musikschule Nürnberg „Norisamba“; sie stimmte die Besucher*innen auf einen heiteren Nachmittag ein. 
Eine ganze Reihe von Menschenrechtsorganisationen, darunter die Tibetinitiative Nürnberg e. V., informierten über ihre Arbeit und diskutierten mit Interessierten. Mitglieder der internationalen Jury stellten sich den Fragen der Gäste und begleiteten die Preisträgerin beim Rundgang entlang der Tafel zusammen mit Oberbürgermeister Marcus König.

### 2023
Die Nürnberger Friedenstafel 2023 fand am 24. September, wie gewohnt, im Anschluss an die Verleihung des Internationalen Nürnberger Menschenrechtspreises statt. Ort der Veranstaltung war der Kornmarkt, entlang der Dr.-Kurt-Schumacher-Straße bis zur Färberstraße und der Straße der Menschenrechte. Ein besonders erwähnenswerter Gast war der Menschenrechtspreisträger aus dem Jahr 2009, Abdolfattah Soltani, der an seiner eigenen Preisverleihung aufgrund einer Ausreisesperre nicht teilnehmen konnte und nun zum ersten Mal Nürnberg besuchte.

### 2025
Die Nürnberger Friedenstafel 2025 findet wieder auf dem Kornmarkt statt. 